# Łysica
Łysica [ˈwɨˈɕit͡sa] là ngọn núi cao nhất ở Dãy núi Świętokrzyskie Mountain của Ba Lan. Chiều cao của nó là 612 mét (2.008 ft). Nó tọa lạc tại Vườn quốc gia Świętokrzyski và có một abbey bên dưới nó, trên địa điểm đó có một ngôi đền pagan trước thời điểm lễ rửa tội ở Ba Lan
Łysica, còn được gọi là Gora Swietej Katarzyny (Núi St. Catherine) nằm ở phía tây của dãy Lysogory, gần làng Swieta Katarzyna. Nó thuộc về cái gọi là Vương quốc của dãy núi Ba Lan ("Korona Gor Polskich"), vì đây là ngọn núi cao nhất của dãy núi Holy Cross. Łysica có hai đỉnh, phía đông và phía tây, với đỉnh ở phía sau cao hơn 4 mét.
Ngọn núi được làm từ đá thạch anh và đá phiến, sườn phía bắc và phía nam của nó được đánh dấu bằng đường chạy bằng đá. Hơn nữa, ở sườn phía nam, ở độ cao 590 mét, có một đầm lầy nhỏ. Hầu hết Łysica được bao phủ bởi một khu rừng, gần đỉnh có những cây linh sam, bên dưới là những cây sồi. Łysica là nơi sinh sống của các loài chim săn mồi, chẳng hạn như đại bàng ít đốm, chim sẻ Á-Âu và cắt Á-Âu.